# Külasema
Külasema is een plaats in de Estlandse gemeente Muhu, provincie Saaremaa. De plaats heeft de status van dorp (Estisch: küla).

## Bevolking
Het dorp had 33 inwoners op 31 december 2011 en 27 inwoners op 31 december 2021.

## Ligging
Ten westen van de plaats ligt het natuurgebied Ranna-Põitse hoiuala (2,3 km²).
In de omgeving van het dorp hebben archeologen graven uit het Neolithicum aangetroffen.

## Geschiedenis
Het dorp Külasema werd voor het eerst vermeld in 1570 onder de naam Kullesme Ahndreß als nederzetting op het landgoed van Tamse.